# Witold Jędrzejewski
Witold Jędrzejewski (ur. 8 stycznia 1938, zm. 14 marca 2017) – polski inżynier, konstruktor, informatyk oraz koszykarz, mistrz i wicemistrz Polski, reprezentant kraju.

## Życiorys
Jako koszykarz był w latach 1958–1967 zawodnikiem Polonii Warszawa, w tym w latach 1958-1964 w ekstraklasie, z którą w 1959 zdobył tytuł mistrza Polski, w 1960 tytuł wicemistrza Polski, w latach 1959-1961 wystąpił w 11 spotkaniach reprezentacji Polski.
Jędrzejewski był także wieloletnim pracownikiem Prochem S.A.
Pochowany na Powązkach Wojskowych (kwatera BII30-7-27).

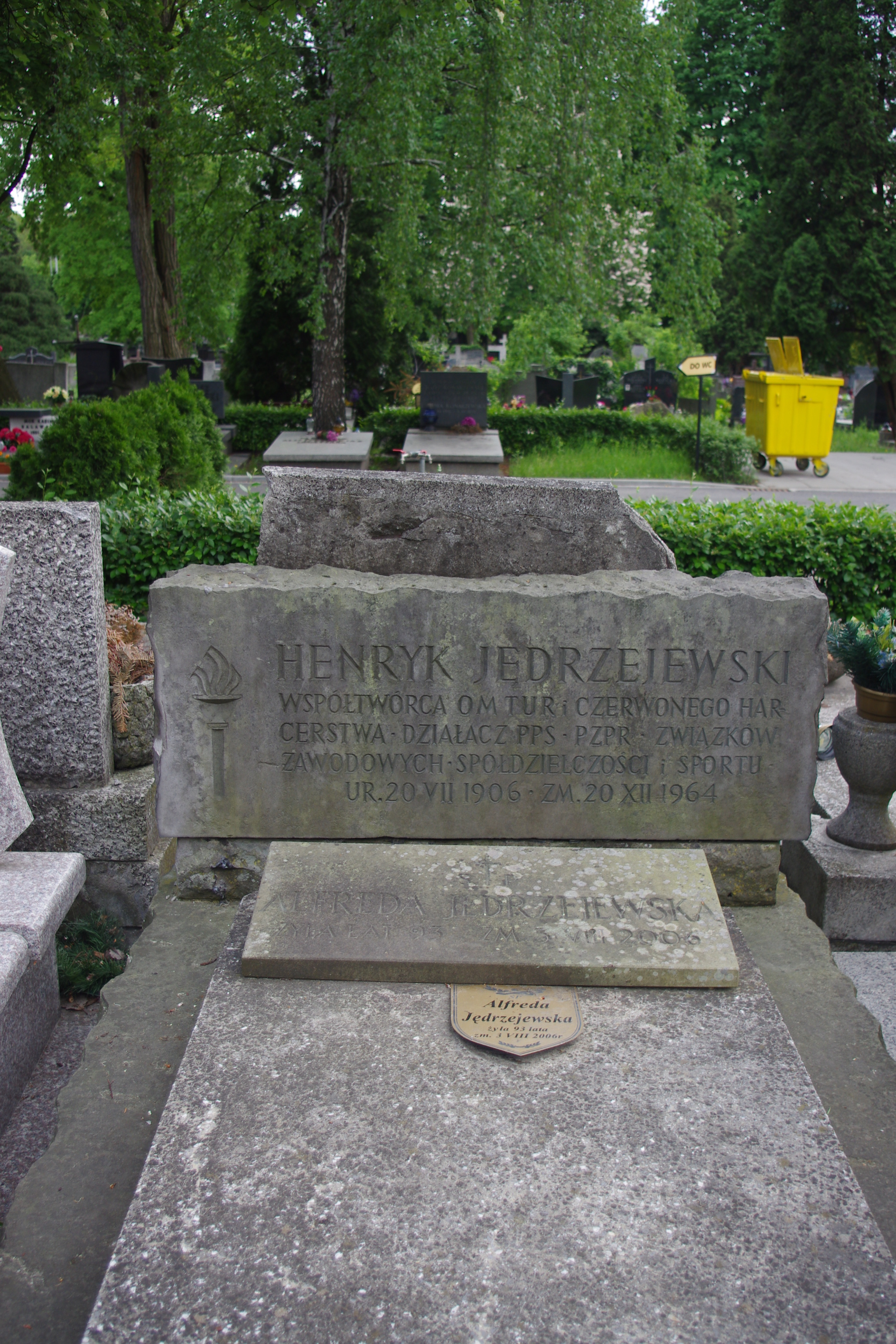
Grób Henryka i Witolda Jędrzejewskiego na Wojskowych Powązkach w Warszawie